# Тупіков Павло Сергійович
Павло Сергійович Тупіков (нар. 7 липня 1988, Лисичанськ, Луганська область, Україна) — український актор театру та кіно.

## Біографія
Народився 7 липня 1988 року у місті Лисичанську Ворошиловградської області.
2008 року закінчив Київську муніципальну академію естрадно-циркового мистецтва ім. Л.І. Утьосова, спеціальність "актор естради та кіно" (майстерня Д.В. Бабаєва).
У 2016 році закінчив Київський національний університет культури та мистецтв, спеціальність "режисер естради".
У 2013-2014 роках. – актор Московського незалежного театру антрепризи.

## Фільмографія
- 2021 «Теорія зла» (Україна), епізод;
- 2021 «Врятувати Віру» (Україна), Степанов;
- 2020 «СуперКопи. Суперповернення», Андрій Марчук;
- 2020 «Зникаючі сліди» (Україна), Богдан;
- 2020 «У полоні минулого» (Україна), Гоша;
- 2020 «Виховання почуттів» (Україна), епізод;
- 2020 «Німа» (Україна), журналіст;
- 2019 «Кримінальний журналіст» (Україна), опер;
- 2019 «Діда Мороза не буває» (Україна), Юрій - завгосп РАГСу;
- 2019 «Близько до серця», епізод;
- 2018 «Найкращий чоловік» (Україна), Толік - сусід Ніни;
- 2018 «За законами воєнного часу-2» (Росія, Україна), агент Фляжнікова;
- 2018 «СуперКопи. Весілля Цопи», Андрій Марчук;
- 2018 «СуперКопи-4», Андрій Марчук[1];
- 2018 «Стоматолог» (Україна), Грузь - лейтенант;
- 2018 «СуперКопи. Шафа таємниць», Андрій Марчук;
- 2017 «СуперКопи-3», Андрій Марчук[2];
- 2017 «Веселка в небі» (Україна), епізод;
- 2017 «Пес-3» (Україна), Толік - дилер;
- 2017 «Перший хлопець на селі», Боря;
- 2017 «Невиправні» (Україна), Микита Калявін - фотограф;
- 2017 «Настане світанок» (Україна), епізод;
- 2017 «Ментівські війни. Київ» (Україна), ув'язнений у СІЗО (Фільм №4 «Срібний клинок»);
- 2017 «Ідеальний ворог Біле-чорне» (Україна), Петро;
- 2017 «Жіночий лікар-3» (Україна), Андрій - водій Максима;

співробітник техвідділу;
- 2017 «Друге життя Єві» (Україна), поліцейський;
- 2017 «Зустрічна смуга» (Україна), Ткаченко - слідчий;
- 2017 «Все ще буде» (Росія, Україна), тамада;
- 2017 «Догорі Дріґом» (Україна);
- 2017 «СишишКопи», Андрій Марчук;
- 2016 «СуперКопи-2», Андрій Марчук;
- 2016 «На лінії життя» (Україна), Сергій - таксист;
- 2016 «Століття Якова» (Україна), Іван;
- 2016 «Центральна лікарня» (Україна), Женя - брат Діми;
- 2016 «СуперКопи», Андрій Марчук;
- 2016 «Хазяйка» (Україна), шахтар;
- 2016 «Майор та магія», таксист;
- 2016 «Чуже життя» (Україна), патрульний;
- 2015-2016 «Відділ 44» (Україна), Хом'яков;
- 2015 «Пес-1, Козир (8 серія «Повія»);
- 2015 «Слуга народу» (Україна), бармен;
- 2015 «Слідчі» (Україна), епізод;
- 2015 «Останній яничар» (Росія, Україна), епізод;
- 2015 «Незламна» (Росія, Україна), матрос з годинником в ДК;
- 2014-2015 «СишишШоу» (Україна), епізод;
- 2014 «Дізнайся мене, якщо зможеш» (Україна), репортер;
- 2014 «Трубач» (Україна), керівник піротехніків;
- 2014 «Останній москаль» (Україна), тележурналіст;
- 2014 «Підміна в одну мить» (Україна), сержант;
- 2014 «Пограбування по-жіночому» (Україна), Коля - грабіжник;
- 2014 «Лабіринти долі» (Україна), хресний;
- 2014 «Брат за брата-3» (Росія, Україна), Толік Гірін - майстер з ремонту стільникових телефонів;
- 2013-2015 «Великі почуття» (Росія, Україна), адміністратор;
- 2013-2014 «Сашка» (Україна)

Діма;
- 2012-2013 «Білі вовки», браток;
- 2012 «Джамайка», вчитель французької мови;
- 2012 «Генеральська невістка», епізод;
- 2011 «Весна у грудні», Юра;
- 2009 «Гоголь. Найближчий», Степан - слуга сім'ї Толстих;
- 2007 «Повернення Мухтара-4», хуліган (53 серія «Вогні цирку»)

## Театральні роботи

### Театр "Срібний острів"
- 2009 "Хитромудра вдова" - Фалетто.

### Московський незалежний театр антрепризи
- 2013 "Няня для Наполеона" - Капітан Поплтон;
- 2013 "Блюз одинокого метелика" - Еліо.